# Référendum liechtensteinois de 1921
 (août 2025).
Un référendum a lieu au Liechtenstein le 28 mars 1921. 

## Contenu
Il est demandé à la population si elle souhaite garder ou non Josef Peer (de) en tant que Gouverneur-administrateur (Regierungsverweser).

## Contexte
Joseph Peer, un autrichien, est en 1921 le Gouverneur des terres princières au Liechtenstein, nommé par le Prince de Liechtenstein conformément à la constitution de 1862. Une nouvelle constitution est alors en préparation et sera promulguée le 5 octobre 1921. Celle ci instaure un Chef du Gouvernement, choisit par la majorité au sein d'un Landtag dont les membres sont dorénavant intégralement élus.
Un référendum est organisé pour décider du maintien ou non à son poste de Joseph Peer.
D'origine parlementaire, il s'agit du troisième référendum organisé au Liechtenstein et le dernier dont l'organisation n'est pas codifiée par la constitution (de 1862) du pays. Les outils de démocratie directe ne seront en effet officialisés au Liechtenstein que dans la nouvelle constitution promulguée plus tard cette année-là.

## Résultat
| Choix                           | Votes | %     |
| ------------------------------- | ----- | ----- |
| Pour                            | 993   | 61,75 |
| Contre                          | 615   | 38,25 |
| Votes blancs et invalides       | 18    | –     |
| Total                           | 1 626 | 100   |
| Inscrits/Participation          | 1 815 | 89,57 |
| Source: Démocratie Directe (de) |       |       |